# Iglesia de San Pablo (Mitla)
La Iglesia de San Pablo es un templo católico del siglo xvi ubicado en San Pablo Villa de Mitla, en el estado de Oaxaca, México.

## Historia
Fechada en 1590 (aunque otras fuentes la datan erróneamente en 1544, poco después de la llegada de los españoles, quienes arribaron en la década de 1520), la iglesia fue construida por los conquistadores (particularmente por los dominicos) en la cima de una plataforma prehispánica sobre la que se levantaba un templo zapoteca, del cual se emplearon las ruinas para la erección del santuario.

## Descripción

### Exterior

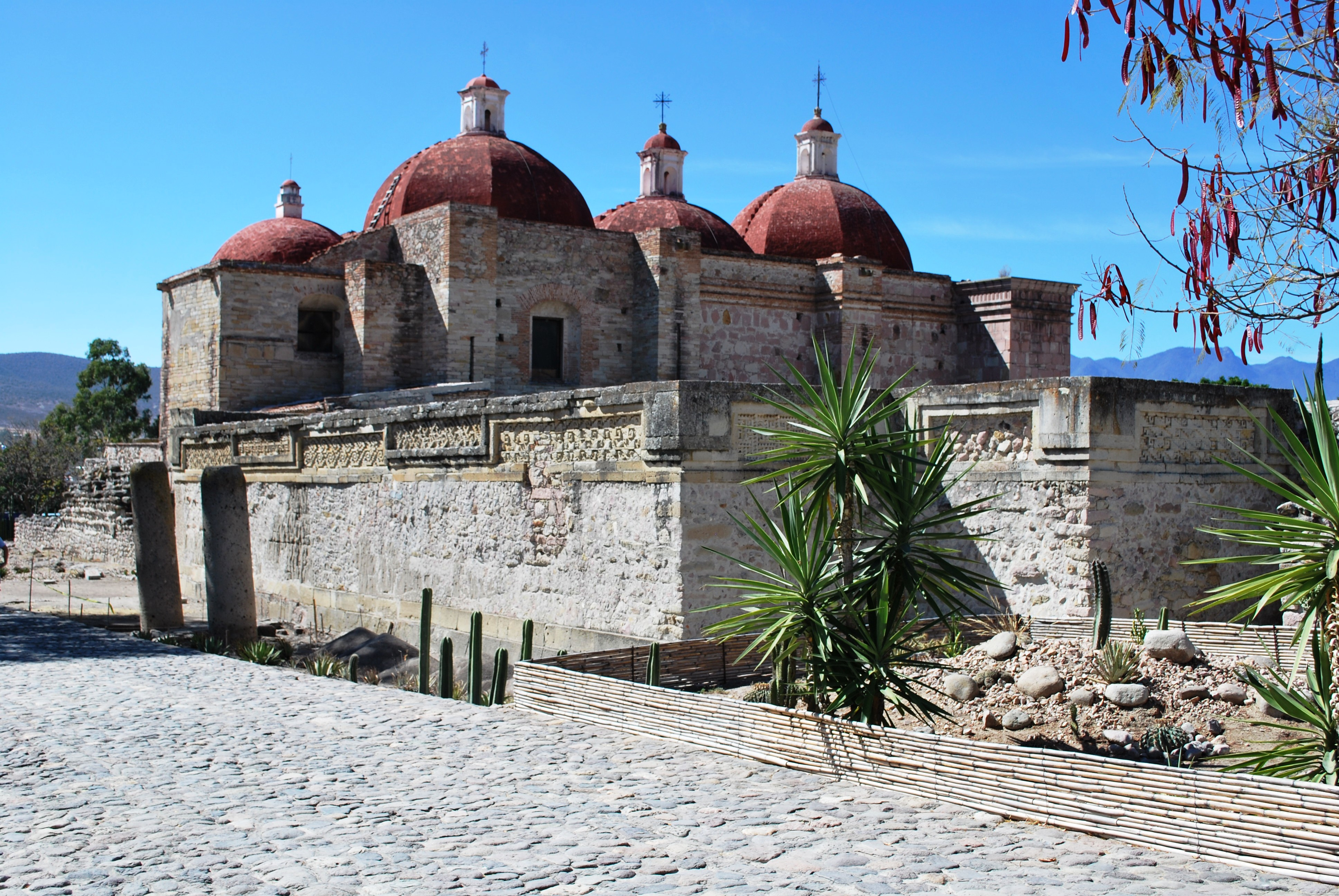
Vista posterior de la iglesia.

El acceso se realiza a través de un portal en arco peraltado decorado con tres pináculos en forma de pirámide y la leyenda «Saulo, saulo, ¿Por qué me persigues?», fungiendo la plataforma prehispánica como atrio. El templo, realizado parcialmente en cantera rosa, se caracteriza por ser de estilo neoclásico con trazos barrocos, mostrando la fachada una portada en arco de medio punto con once dovelas de gran rosca bajo una pronunciada cornisa decorada con relieves. A ambos lados destacan dos pares de columnas cilíndricas embutidas de fuste liso tanto en el primer como en el segundo cuerpo divididas por notables molduras y apoyadas sobre basas. Estas columnas enmarcan en total cuatro hornacinas de medio punto rematadas en concha, siendo uno de los elementos más destacados la oquedad situada sobre la puerta de entrada, de forma rectangular cuya función es servir de marco al ventanal del coro. La parte superior se halla rematada por una cornisa idéntica a la que divide la fachada, de la que parte una gran cúpula coronada a su vez por un cupulín. El templo posee en total cuatro cúpulas, todas ellas fechadas a principios del siglo xx las cuales reemplazan (al igual que los contrafuertes) la techumbre a dos aguas original.
A la derecha de la fachada se ubica la única torre campanario con la que cuenta la iglesia, contemporánea al resto de la edificación. El campanario, realizado en cantera blanca, se caracteriza por albergar arcos de medio punto entre notables contrafuertes y una cúpula cercada por pináculos y coronada por un cupulín. El ábside, de planta cuadrada, se cierra con una cúpula circular de altura inferior respecto a la nave detrás de la cual se ubica una gran cúpula octogonal que encierra el santuario además de la cúpula que corona la fachada y a su vez encierra el coro. Por su parte, la pared del atrio sur era originalmente parte de la estructura prehispánica anterior y todavía contiene el calado de mosaicos que señalan su origen zapoteco.

### Interior

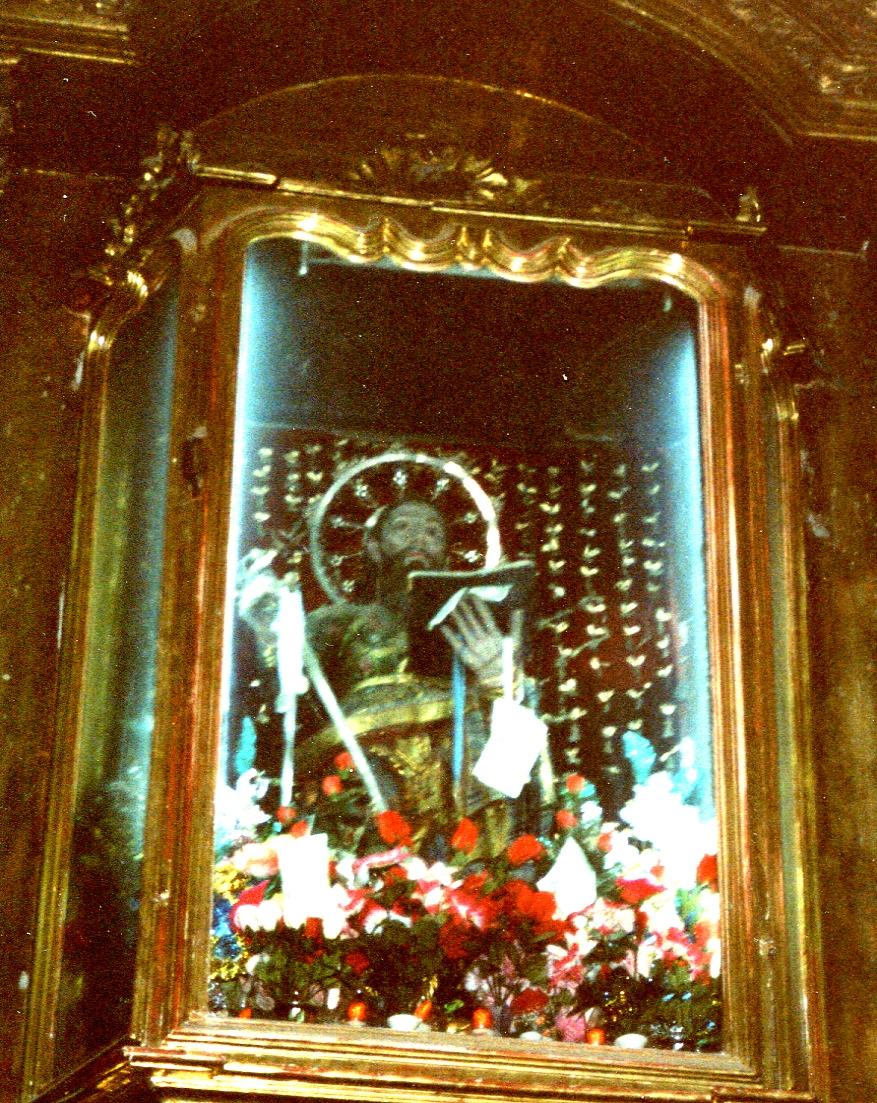
Talla de San Pablo en el retablo mayor.

La iglesia, con 39 metros de largo y 12 de ancho, posee una única nave de planta rectangular coronada por una sucesión de arcos semicirculares apoyados sobre columnas embutidas de base cuadrada, si bien el primer arco es escarzano y se apoya sobre ménsulas. La imaginería del templo se compone en su mayor parte de tallas de madera datadas casi todas ellas en la época colonial (principalmente en el siglo xvi). A la derecha de la entrada se sitúa el baptisterio, cercado por una reja y presidido por una imagen de San Juan Bautista. En el muro del evangelio, próximo a la puerta de acceso, se hallan tres tallas de notable factura apoyadas, al igual que gran parte de las esculturas del templo, sobre artísticas ménsulas doradas decoradas con rocalla: una Santísima Trinidad consistente en una imagen sedente de Dios Padre portando una mitra y sosteniendo un crucifijo coronado por el Espíritu Santo bajo forma de paloma del que pende un orbe, un Cristo Nazareno de vestir, y una urna con una pequeña imagen del Niño Jesús. Frente a estas tres tallas se hallan otras tres imágenes: en el centro un cuadro de la Virgen de Guadalupe y, a derecha e izquierda, tallas de Nuestra Señora de la Asunción y la Virgen de la Merced. 
Hacia el centro de la nave, en lado del evangelio, destaca la presencia de una imagen elaborada en madera con hoja de oro la cual representa a Cristo a lomos de un burro simbolizando la entrada triunfal en Jerusalén (este tipo de iconografía es popularmente conocida en el estado de Guerrero como «San Ramitos»). Junto a ella se sitúa una escultura de San Nicolás de Tolentino y, sobre una ménsula, una imagen de San Pedro, encima de la cual se halla una representación pictórica del Bautismo de Jesús. Destaca también una urna con una imagen de Cristo yacente así como un crucifijo de piedra fijado a la pared con una talla en madera de Cristo crucificado, una urna con una pequeña talla de vestir de Nuestra Señora de Juquila, una escultura de San Pablo sobre una ménsula al igual que la imagen de San Pedro, una imagen de San Judas Tadeo dentro de una urna, una talla de Santa Cecilia y una estatua de San Martín de Porres, estas tres últimas de factura moderna y escaso valor artístico. En el siguiente tramo del muro del evangelio, próximo al presbiterio, se hallan, entre otros, un cuadro del Sagrado Corazón de Jesús, una imagen de San Francisco Javier, una réplica del Cristo Negro de Esquipulas, una talla de Nuestra Señora de la Asunción y una escultura del Sagrado Corazón. En el extremo opuesto figuran imágenes de la Virgen del Carmen, Santa Teresa de Lisieux, Nuestra Señora de la Soledad y Jesús resucitado (estas dos últimas de vestir), mientras que hacia el centro de la nave se hallan tres imágenes de bastidor: una talla de San José y dos imágenes de Nuestra Señora de los Dolores. 
Sobre el arco del presbiterio destacan tres cuadros con etapas de la vida de San Pablo junto a los que figuran leyendas explicativas de los momentos plasmados: «PABLO: ARTESANO DE CARPAS DE CAMPAÑA. INCANSABLE PREDICADOR DEL EVANGELIO.2 Tes 3,7» a la izquierda; «EL MARTIRIO de Sn. PABLO» en el centro; y «"RECOBRA LA VISTA Y QUEDA LLENO DE ESP. SANTO" ECH. 9,17» a la derecha.

#### Retablo mayor
Respecto al retablo mayor, este es del tipo barroco estípite de un cuerpo y tres calles con ático semicircular, todo ello dorado. En el centro, tras un cristal y bajo un arco rebajado coronado por volutas, se ubica una talla de San Pablo flanqueada por imágenes de la Inmaculada Concepción y San José a izquierda y derecha. La escultura de San Pablo, fechada posiblemente a comienzos del siglo xviii y restaurada entre 2012 y 2013, está tallada en madera de cedro blanco policromada y estofada con ornamentos a punta de cincel esgrafiados en hoja de oro de ocho quilates. Pesa 65 kilogramos y mide 1,27 metros de alto, 42 centímetros de ancho y 31 centímetros de grosor. Como accesorios cuenta con un nimbo, una espada con baño de plata y un libro de madera con cantos decorados en hoja de oro.
En el ático destacan las imágenes de bulto redondo de los cuatro evangelistas, dos apoyadas sobre ménsulas y las otras dos sobre la cornisa de la que parte el ático, en cuyo centro se halla un marco ovalado con una representación pictórica del momento en que Jesús arroja a San Pablo de su caballo y le dice «yo soy Jesús, a quien tú persigues». En la zona superior, coronando el ático, se halla una imagen en altorrelieve de Dios Padre sujetando un orbe e impartiendo la bendición.

#### Subsuelo
En agosto de 2023, mediante una prospección geofísica llevada a cabo por el Proyecto Lyobaa, encabezado por el INAH en colaboración con la UNAM, se detectaron irregularidades en el subsuelo de la Iglesia de San Pablo Apóstol en Mitla, Oaxaca, que podrían corresponder a la presencia de túneles subterráneos. Esta investigación arqueológica sugiere la posible veracidad de una antigua leyenda que habla sobre la existencia de un gran laberinto subterráneo en la ciudad de Mitla. Los resultados de esta prospección respaldan la idea de que la iglesia, construida sobre un basamento prehispánico, podría albergar túneles y cavidades de interés arqueológico.

## San Pablo
La festividad de San Pablo se celebra el 25 de enero con una procesión que comienza en la zona arqueológica de la iglesia, pasando a través del cementerio y terminando en el centro del pueblo. La mayor parte de la población participa en la procesión además de tomar parte en los festejos grupos musicales y figuras de fantasía tales como monos gigantes hechos especialmente para la celebración, donde se ofrecen gratuitamente bebidas de mezcal. El 24 de enero se queman fuegos artificiales, realizándose durante toda la semana juegos mecánicos y antojitos regionales. La fiesta concluye el 31 de enero con «La Octava» y un baile popular.

## Galería de imágenes

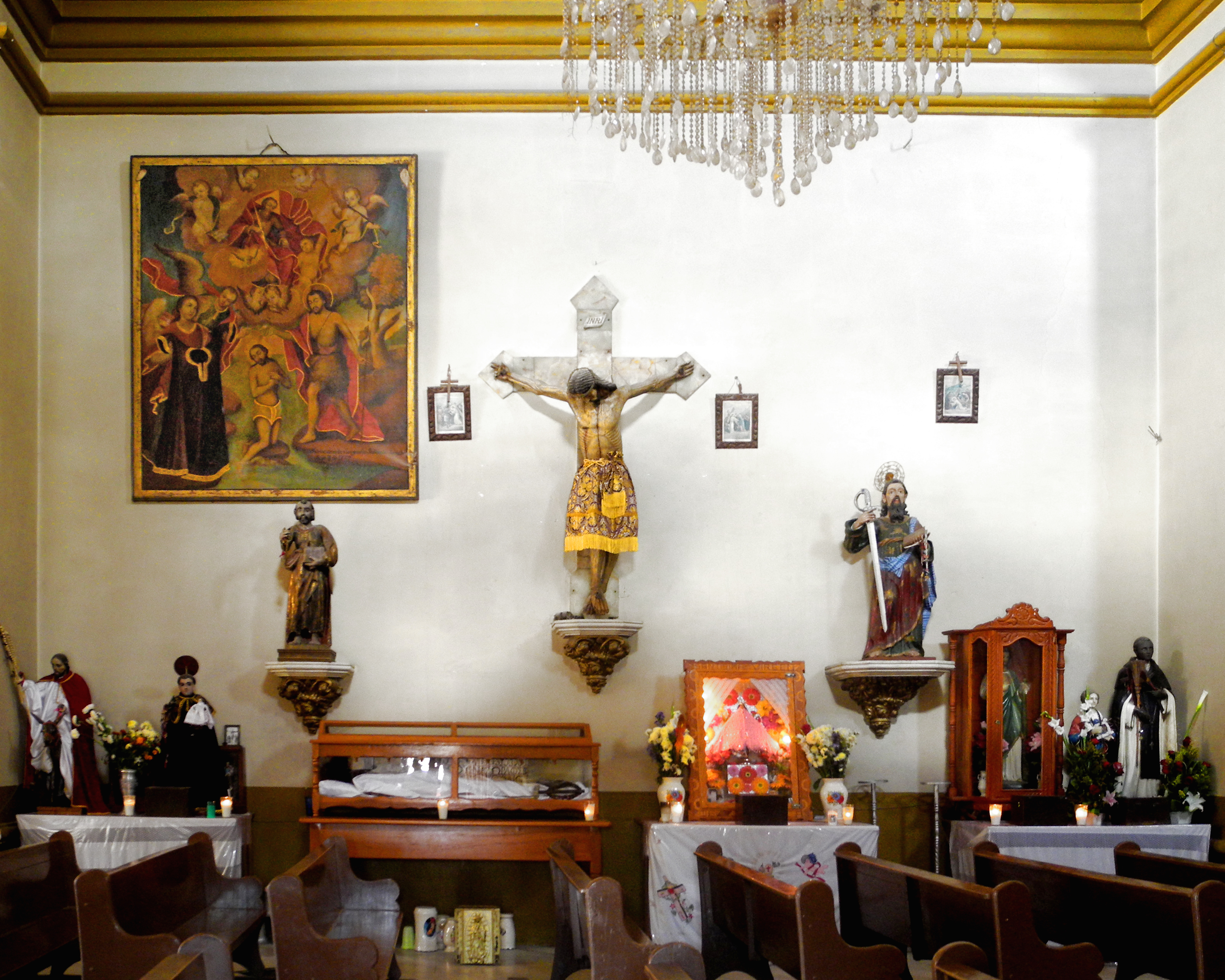
Lado del evangelio.
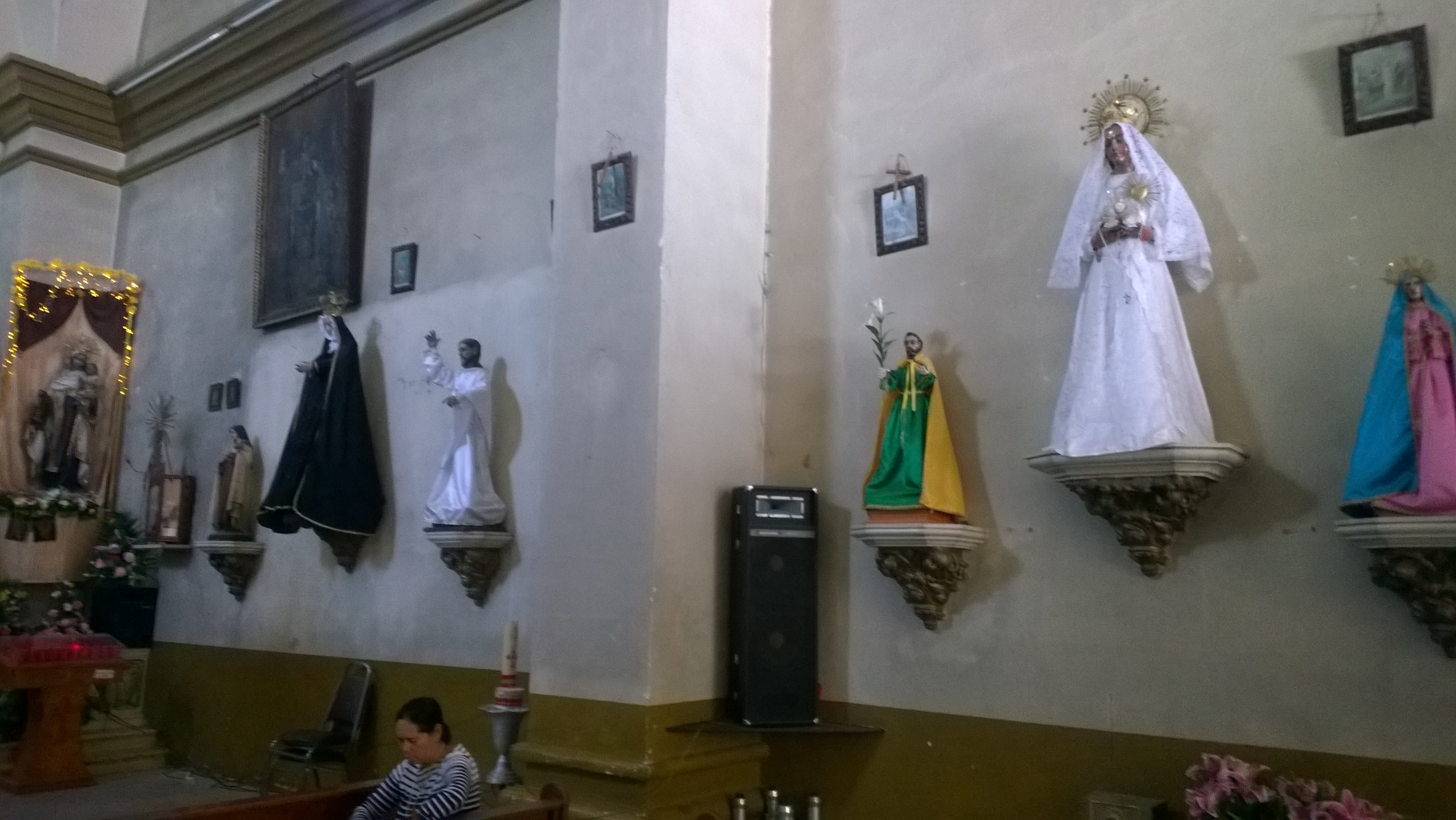
Lado de la epístola.
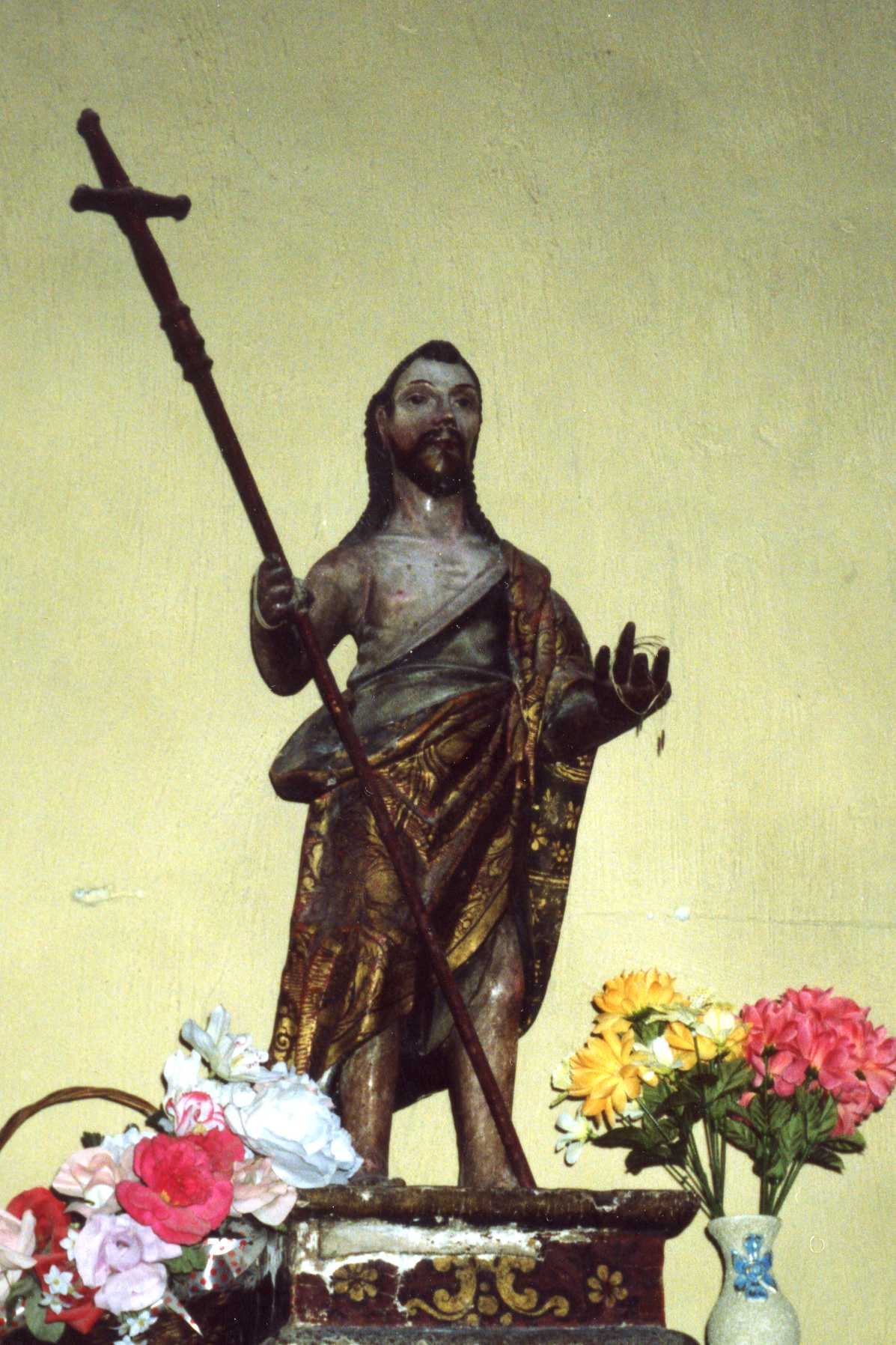
Talla de San Juan Bautista.
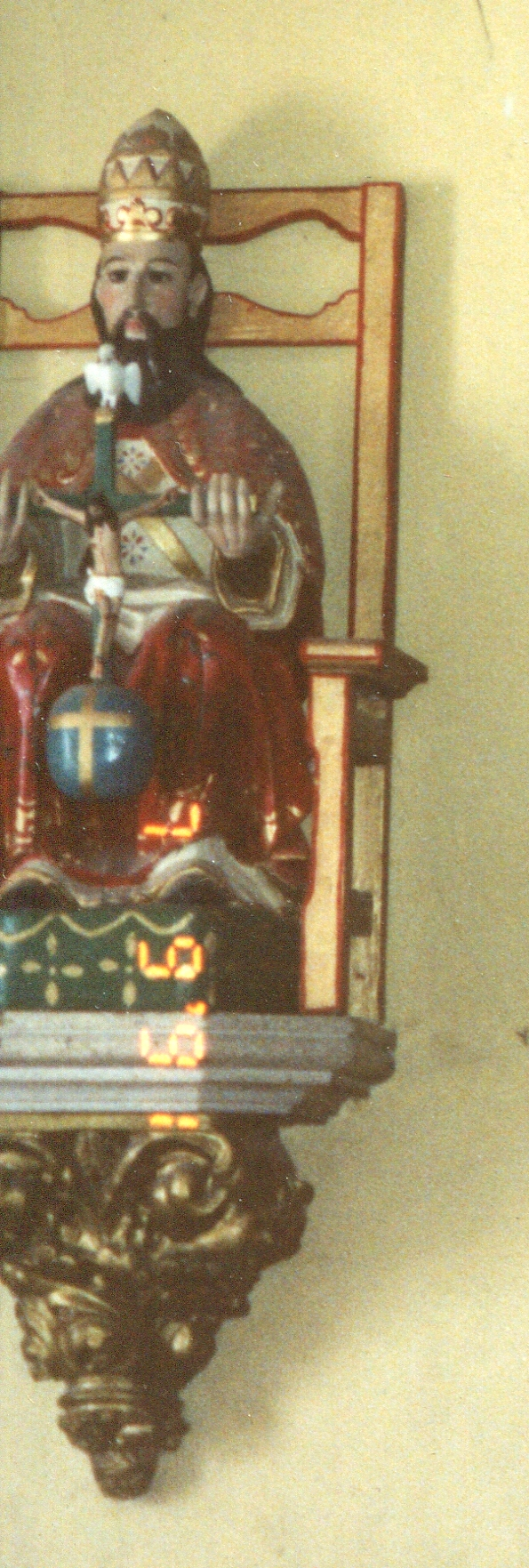
Talla de la Santísima Trinidad.
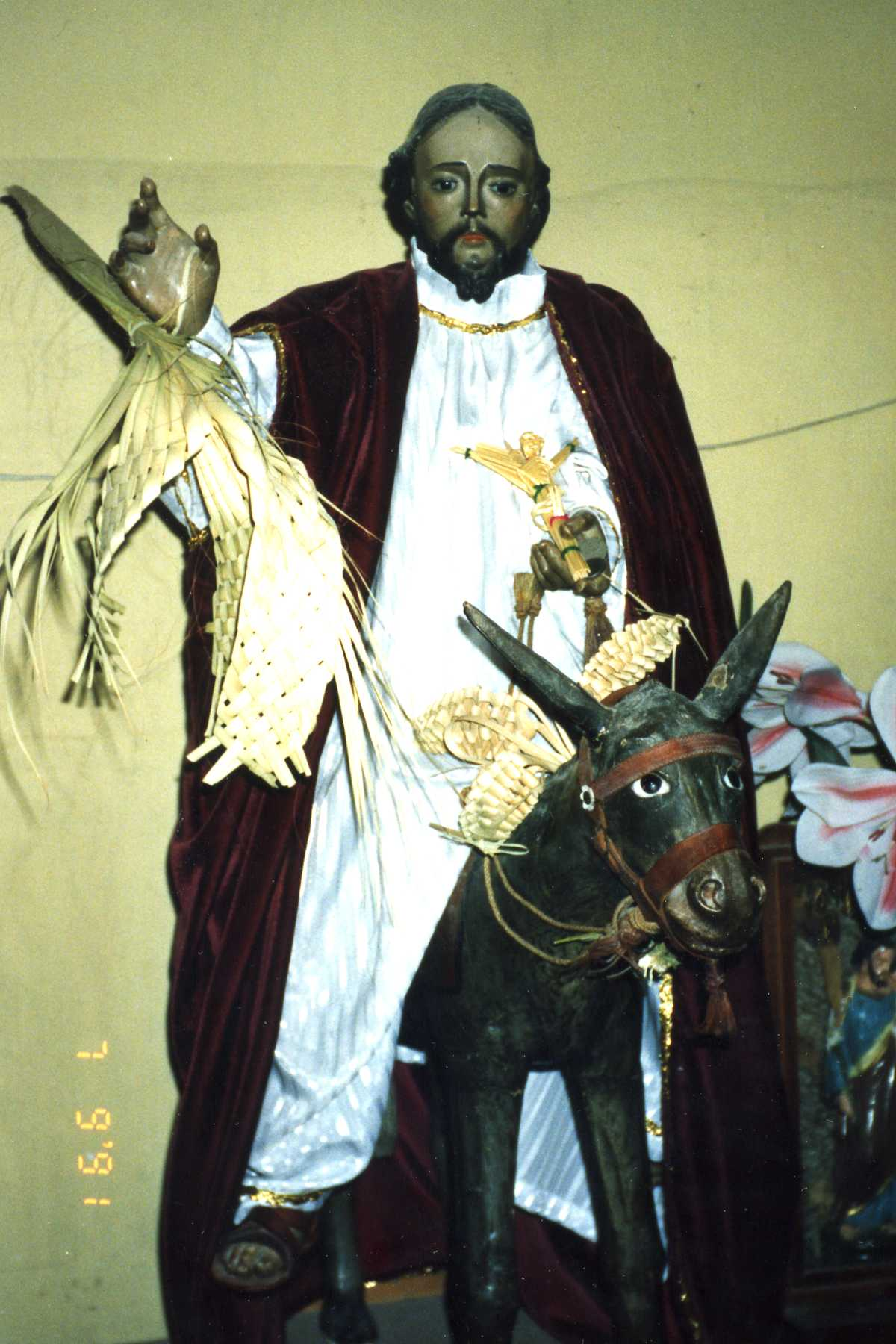
Talla de Jesús a lomos de un burro durante la entrada en Jerusalén.
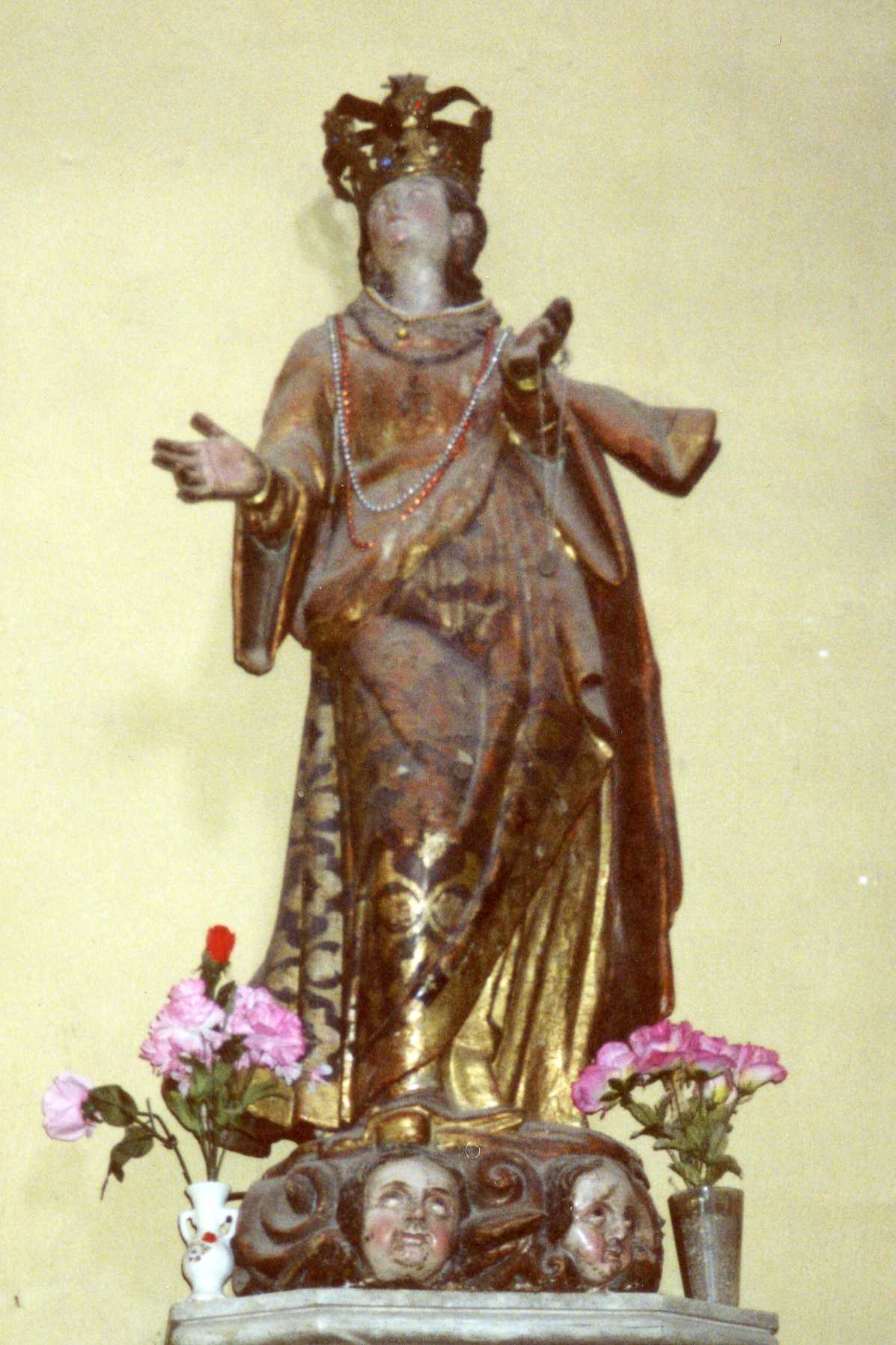
Talla de Nuestra Señora de la Asunción.
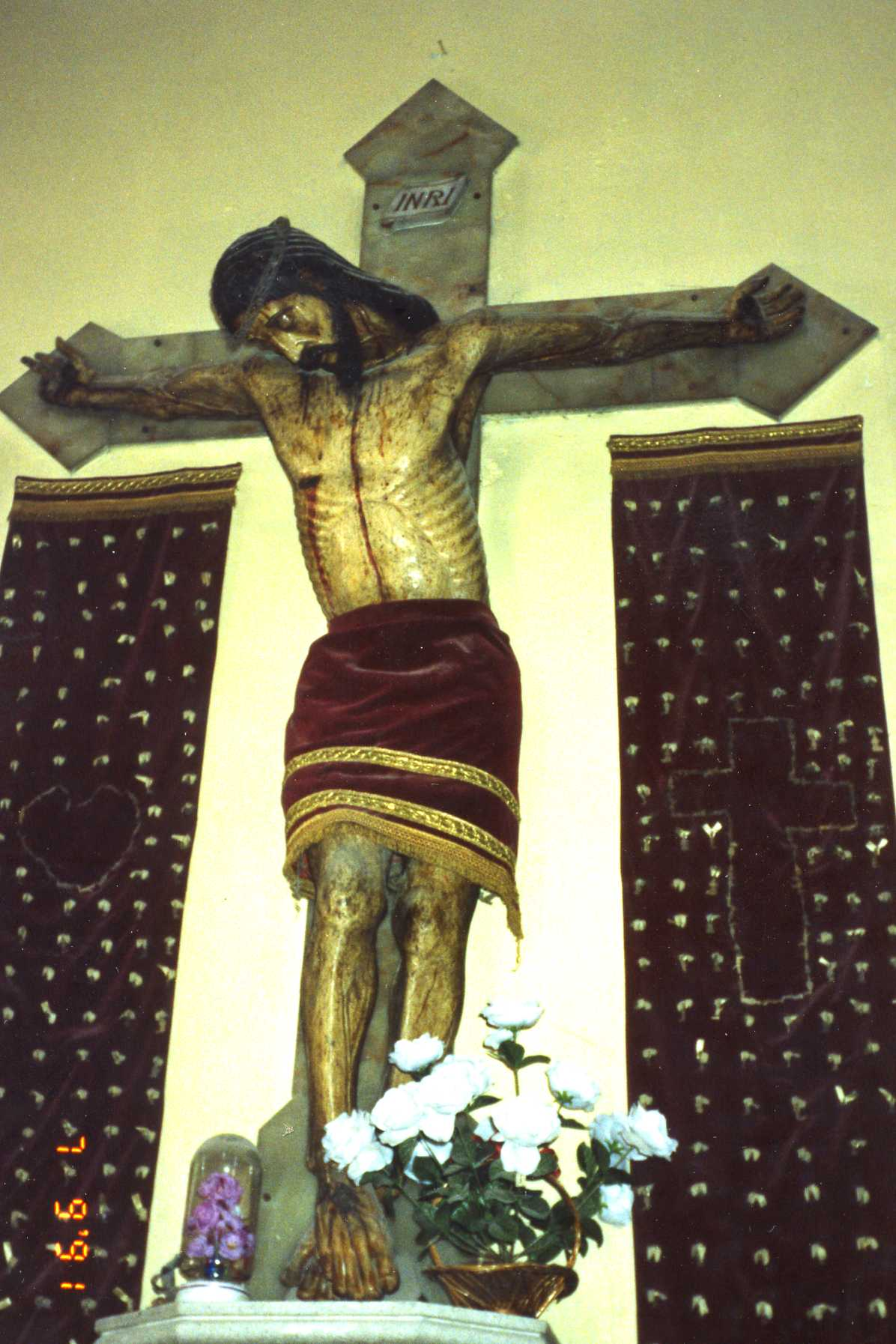
Talla de Cristo crucificado.
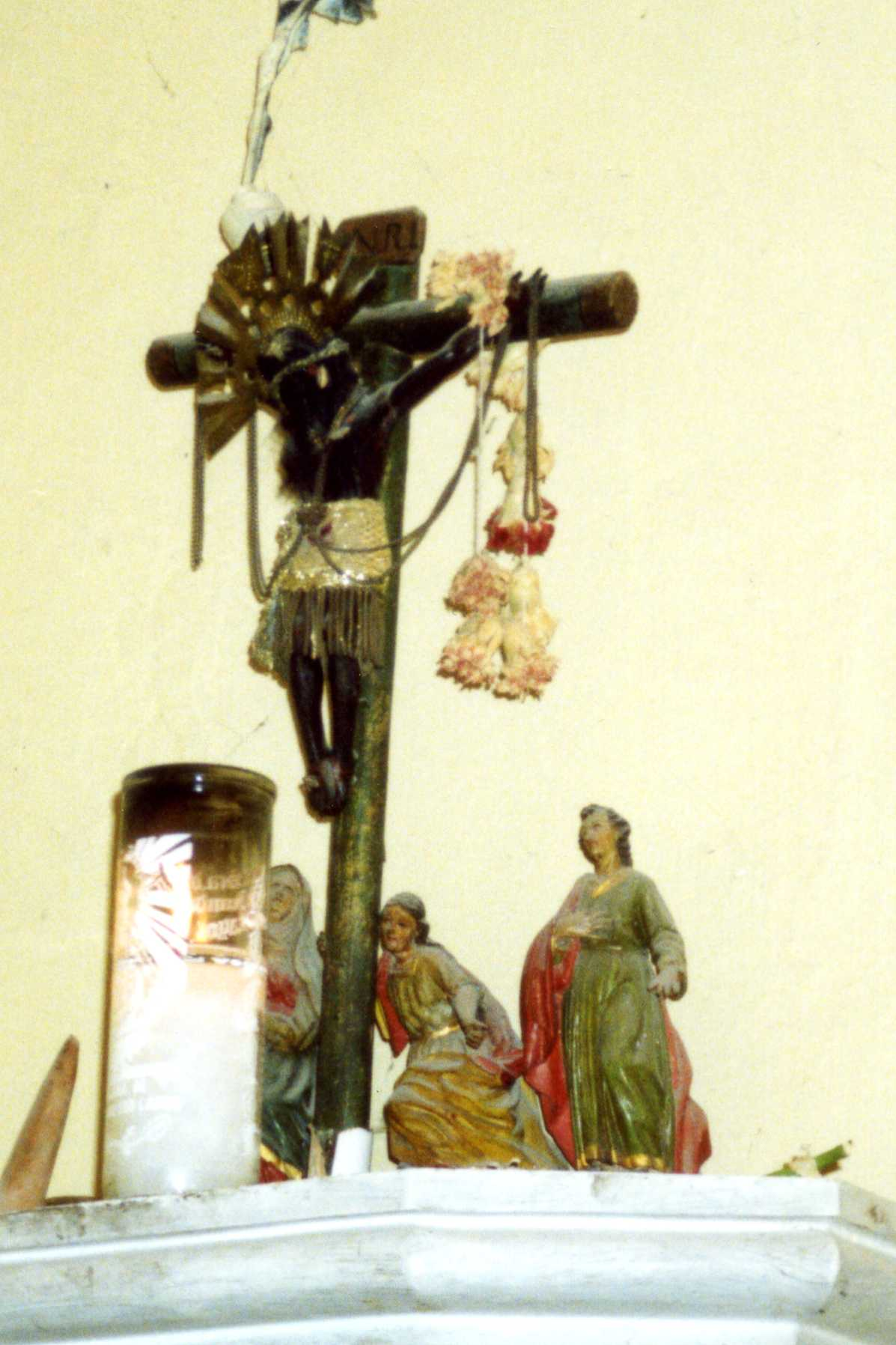
Réplica del Cristo Negro de Esquipulas.